# The Rubens
The Rubens sind eine australische Alternative-Rock-Band aus New South Wales. Mit ihrem Debütalbum gelang ihnen 2012 der nationale Durchbruch. 2021 belegten sie mit dem Album 0202 Platz 1 der Charts.

## Bandgeschichte
Die Band stammt aus Menangle, einer Ortschaft südwestlich der Metropole Sydney. Dort schlossen sich 2011 die drei Margin-Brüder Sam, Elliot und Zaac mit den zwei Freunden William Zeglis und Scott Baldwin zu den Rubens zusammen. Ein Jahr später veröffentlichten sie bereits ihr Debütalbum mit dem Bandnamen als Titel und stiegen damit auf Anhieb auf Platz 3 der australischen Charts ein. Es blieb 26 Wochen in den Charts und wurde mit Platin ausgezeichnet. Vom Radiosender Triple J bekamen sie als Newcomer des Jahres den Unearthed Artist Award.
Drei Jahre später folgte das Album Hoops, das ihnen erneut eine Topplatzierung brachte. Der Titelsong war zudem ihr erster Singlehit, er kam in die Top 10 und bekam 3-fach-Platin. Auch das Album Lo La Ru im Sommer 2018 kam wieder unter die Top 3, es blieb aber im Erfolg deutlich zurück und fiel nach nur 2 Wochen wieder aus den Top 50. Der Song Never Ever mit der Sängerin Sarah Paige Aarons war allerdings ein zweiter Singlehit, der den Rubens Doppelplatin brachte. Million Man und God Forgot stammten ebenfalls aus dem Album und bekamen Gold, ohne sich in den Charts zu platzieren.
Im Februar 2021 veröffentlichte die Band ihr viertes Album 0202, mit dem sie erstmals Platz 1 erreichten.

## Diskografie
Alben
- 2012: The Rubens
- 2015: Hoops
- 2018: Lo La Ru
- 2021: 0202
- 2024: SODA

Lieder
- 2011: Lay It Down
- 2012: Don’t Ever Want to Be Found
- 2012: My Gun (AU: Gold)
- 2012: The Best We Got
- 2013: Never Be the Same
- 2015: Hallelujah
- 2015: Hoops
- 2016: Hold Me Back
- 2017: Million Man (AU: Gold)
- 2018: Never Ever (featuring Sarah)
- 2018: God Forgot (AU: Gold)
- 2019: Falling Asleep at the Wheel (mit Vic Mensa)
- 2019: Live in Life
- 2020: Heavy Weather
- 2020: Time of My life
- 2020: Masterpiece
- 2021: Muddy Evil Pain
- 2021: Waste A Day
- 2023: Pets and Drugs
- 2023: One Step Ahead
- 2023: Good Mood
- 2024: Liquid Gold
- 2024: Black Balloon
- 2024: Soda
- 2024: Sunday Night